# 42 Records
42 Records è un'etichetta discografica indipendente italiana fondata a Bologna nel 2007. Il nome è un omaggio alla saga di romanzi Guida galattica per gli autostoppisti, in cui il numero 42 è la “risposta alla domanda fondamentale sulla vita, l'universo e tutto quanto”.

## Storia
L'etichetta viene fondata nel 2007 da Emiliano Colasanti e Giacomo Fiorenza a Bologna, ma con spazi anche nella capitale. La sua produzione spazia dalla musica indie a quella pop fino al jazz ed all'elettronica.
Nel 2011 producono Il sorprendente album d'esordio de I Cani, di Niccolò Contessa, che conferisce un ottimo riscontro di pubblico e critica; seguito l'anno successivo dall'album Un meraviglioso declino di Colapesce. La crescita a livello nazionale prosegue con la pubblicazione di Disordine di Cosmo nel 2013.
Negli anni successivi si dedicano alla produzione di artisti come Andrea Laszlo De Simone, Emidio Clementi (Massimo Volume), Giardini di Mirò, Criminal Jokers, Tutti Fenomeni e Dimartino.
Nell'ottobre 2017 inaugurano una nuova collana di pubblicazioni, in vinile e digitale, dedicata alle colonne sonore e alle sonorizzazioni per il cinema ed intitolata 35mm. La prima pubblicazione è incentrata sul biopic Nico, 1988. 35mm si occupa anche di poesia e vede pubblicati inoltre alcuni lavori di Gatto Ciliegia contro il Grande Freddo, Julie’s Haircut e il filosofo e agitatore culturale Franco “Bifo” Berardi.
Nel marzo del 2021 contribuisce alla partecipazione del duo Colapesce Dimartino al 71º Festival della Canzone Italiana di Sanremo con la canzone Musica Leggerissima, vincitrice del premio Lucio Dalla e piazzatasi in estate nelle prime posizioni della classifica FIMI.

## Artisti
- Alessandro Fiori
- Andrea Laszlo De Simone
- Any Other/Adele Altro
- Bud Spencer Blues Explosion
- Colapesce
- Colapesce Dimartino
- Cosmo
- Criminal Jokers
- Dieci
- Dimartino
- Dorso
- Emidio Clementi
- Enrico Gabrielli
- Gatto Ciliegia contro il Grande Freddo
- Giardini di Mirò
- I Cani
- I Quartieri
- Il Quadro di Troisi
- Jolly Mare
- Julie's Haircut
- Marco Castello
- Marco Fracasia
- Marco Giudici
- Massimo Volume
- Max Casacci
- Neoprimitivi
- Testaintasca
- Tutti Fenomeni
- Tutto Piange
- Verano
- Whitemary
- Wow